# جوزفين بيكر
فريدا جوزفين بيكر (بالفرنسية: Joséphine Baker)(اسم الولادة: مكدونالد؛ 3 يونيو 1906 – 12 أبريل 1975)، (حصلت على الجنسية الفرنسية تحت اسم جوزفين بيكر)، كانت راقصة ومغنية وممثلة أمريكية المولد فرنسية الجنسية. تركزت مسيرتها الفنية بشكل رئيسي في أوروبا، وخاصة في فرنسا. كانت أول امرأة سوداء تشارك في بطولة فيلم سينمائي رئيسي، وهو الفيلم الصامت الفرنسي سيرين أوف ذا تروبيكس (ساحرة المناطق الاستوائية) عام 1927، من إخراج ماريو نالباس وهنري إيتييفان.
خلال بداية مسيرتها، كانت بيكر واحدة من أكثر المؤديات احتفاءً في عروض فولي بيرجير في باريس، حيث أحدث أداؤها في عرض 1927 "Un vent de folie" (ريح من الجنون) ضجة كبيرة. أصبح زيها الذي يتكون من تنورة قصيرة من الموز الاصطناعي وقلادة من الخرز رمزًا أيقونيًا لعصر الجاز والعشرينيات الصاخبة.احتفى بها فنانون ومفكرون من ذلك العصر، وأطلقوا عليها ألقابًا مثل "فينوس السوداء"، "اللؤلؤة السوداء"، "فينوس البرونز"، و"الإلهة الكريولية". وُلدت في سانت لويس، ميزوري، ثم تخلت عن جنسيتها الأمريكية لتصبح فرنسية بعد زواجها من الصناعي الفرنسي جان ليون في 1937، وتربية أطفالها في فرنسا.
ساعدت بيكر المقاومة الفرنسية خلال الحرب العالمية الثانية، وبعد انتهاء الحرب، تم تكريمها بعدة جوائز، بما في ذلك ميدالية المقاومة من اللجنة الفرنسية للتحرير الوطني، وصليب الحرب من الجيش الفرنسي. كما تم تعيينها كفارس في وسام جوقة الشرف من قبل الجنرال شارل ديغول. كانت بيكر تعبر عن حبها لفرنسا بقولها: "لدي حبيبان: بلدي وباريس." في 30 نوفمبر 2021، دفنت بيكر رمزيًا في البانثيون في باريس، لتصبح أول امرأة سوداء تحصل على هذا التكريم الرفيع. وعلى الرغم من أن دفنها الفعلي هو في مقبرة موناكو، فقد أقيم لها نصب تذكاري في القبو رقم 13 من سرداب البانثيون.
تُعد بيكر من الشخصيات البارزة في حركة الحقوق المدنية، حيث رفضت الأداء أمام جمهور عنصري في الولايات المتحدة. في عام 1968، عرضت عليها كوريتا سكوت كينغ قيادة غير رسمية لحركة الحقوق المدنية في أعقاب اغتيال مارتن لوثر كينغ الابن. ومع ذلك، بعد تفكير طويل، قررت بيكر رفض العرض بسبب مخاوفها على رفاهية أطفالها.

## روابط خارجية
- جوزفين بيكر على موقع IMDb (الإنجليزية)
- جوزفين بيكر على موقع ميتاكريتيك (الإنجليزية)
- جوزفين بيكر على موقع الموسوعة البريطانية (الإنجليزية)
- جوزفين بيكر على موقع روتن توميتوز (الإنجليزية)
- جوزفين بيكر على موقع مونزينجر (الألمانية)
- جوزفين بيكر على موقع ألو سيني (الفرنسية)
- جوزفين بيكر على موقع ميوزك برينز (الإنجليزية)
- جوزفين بيكر على موقع أول موفي (الإنجليزية)
- جوزفين بيكر على موقع قاعدة بيانات برودواي على الإنترنت (الإنجليزية)
- جوزفين بيكر على موقع قاعدة بيانات الأفلام السويدية (السويدية)